# Пятая улица (Салават)
Пятая улица — бывшая улица Салавата, находилась в старой части города. Длина её составляла не более 150 м: 8 двухэтажных домов по 8 квартир в каждом, 4 которых из них были дробными[прояснить].

## История
Застройка улицы началась в 1949 году. Собственно, это одна из первых улиц, с которой начинался город.   
В настоящее время 61 и 62 кварталы. (в котором улица Пятая располагалась) снесены полностью, а на месте улицы Пятой стоит пятиэтажный дом, накрывший всю улицу, т.е. все 8 домов, которые её образовывали. 

## Трасса
Пятая улица начиналась от Хирургической улицы и заканчивалась на улице Речной.